# Vista oral
En el ámbito judicial, una vista oral es una sesión pública en la que las partes de un proceso (demandante y demandado, o acusación y defensa) exponen ante el juez o tribunal los argumentos y pruebas de su caso.
Durante la vista oral, los abogados presentan sus alegatos, se examinan y contrainterrogan testigos y peritos, y se admiten y evalúan documentos y otras pruebas. Este procedimiento tiene como objetivo que el tribunal conozca los hechos y elementos en conflicto de manera directa, para emitir una resolución o sentencia con base en la evidencia y los testimonios presentados.
Las vistas orales son fundamentales en los sistemas judiciales basados en el principio de contradicción, que permite a las partes confrontar las pruebas y argumentos de la otra parte bajo la supervisión del juez o tribunal.